# Malaʻe (Wallis)
Malaʻe – miasto w Wallis i Futunie (zbiorowość zamorska Francji), w dystrykcie Hihifo. 
W 2018 roku liczyło 504 mieszkańców.

## Transport
W miejscowości znajduje się Port lotniczy Hihifo.